# Erika Wedekind
Frida Marianne Erica Wedekind, detta Erika (Hannover, 13 novembre 1868 – Zurigo, 10 ottobre 1944), è stata un soprano tedesco.

## Biografia
Sorella di Frank Wedekind, crebbe a Lenzburg e soltanto dopo la morte del padre (che la voleva insegnante) poté studiare canto. Si formò al Conservatorio di Dresda, prima con Gustav Scharfe e poi con Aglaja Orgeni. 
Debuttò come Frau Fluth ne Le allegre comari di Windsor nel 1894, anno in cui fu scritturata dalla Semperoper, dove cantò regolarmente fino al 1909. Ebbe successo come Marie ne La figlia del reggimento, come Mignon e come Gretel nella prima di Hänsel e Gretel a Dresda. Attiva sulla scena internazionale, offrì oltre mille interpretazioni tra la Germania, Praga, Mosca, San Pietroburgo, Budapest, Stoccolma, Parigi, Londra (dove fu Lucia di Lammermoor al Covent Garden nel 1903) e al Festival di Salisburgo, ove fu Zerlina (1901) e Blonde (1904).
Tra il 1914 e il 1930 si dedicò all'insegnamento e, successivamente, si ritirò in Svizzera, dove morì nel 1944.